# Nicolas Gomard
Nicolas Gomard (født ca. 1746) var den sidstnævnte af de seks borgere, der stod fadder til eventyrdigteren H.C. Andersen 2. påskedag 1805 i Sankt Hans Kirke i Odense, og ifølge en overlevering i familien Gomard var den af den formening, at Nicolas Gomard var den biologiske far til HCA.
I sine livserindringer skriver HCA, at Gomard var fransk emigrant. Men ifølge H. Topsøe-Jensens noter til Mit Livs Eventyr (side 380-381) havde Gomard allerede i 1767 – før den franske revolution – ladet sig hverve otte år som dansk soldat.
Senere ernærede han sig som sproglærer, frisør, fabrikant af tøj og fra 1790 til sin død som portner ved Gråbrødre Hospital i Odense .
Ved folketællingen i 1801 er Gomard påført bopælen "Odense Hospital, Direktørboligen", hvor han som 55-årig boede sammen med sin 59-årige kone Engel Jacobine Gomard og en tjenestepige.
H.C. Andersens mor, Anne Marie Andersdatter, og skomageren Hans Andersen var ikke gift da Anne Marie blev gravid.
I det korte afsnit i erindringerne Mit Livs Eventyr skriver HCA om Gomard med følgende ord:
| Citat | … jeg vedblev at være en Skrighals, og som en saadan skal jeg især have viist mig i Kirken, da jeg blev døbt, hvorover Præsten, der senere af min Moder omtaltes som en meget ærgerlig Mand, sagde: "den Unge skriger jo som en Kat!" hvilke Ord hun aldrig kunde glemme ham; en fattig fransk Emigrant Gomard, som stod Fadder til mig, trøstede hende imidlertid med, at jo høiere jeg som Barn skreg, des smukkere vilde jeg synge, naar jeg blev ældre. | Citat |
|       | |       |

## Henvisning
1. ↑  Johan de Mylius (27. juni 2007). "H.C. Andersens far".
2. ↑  Statens Arkiver, Dansk Data Arkiv, Dansk Demografisk Database, Indtastning B1124
3. ↑  H.C. Andersen (1996). Mit Livs Eventyr. Gyldendal. ISBN 87-00-24708-1.